# Herpestes brachyurus
La mangusta dalla coda corta (Herpestes brachyurus Gray, 1837) è un carnivoro della famiglia degli Erpestidi. È diffusa nel Sud-est asiatico.

## Descrizione
La mangusta dalla coda corta ha lunghezza testa-corpo di circa 35–49 cm. La coda misura circa 17–25 cm, vale a dire meno del 55% della lunghezza testa-corpo. Il peso si aggira sui 1000-3000 g. La pelliccia è di colore marrone scuro e presenta riflessi giallastro-arancioni. La testa è di colore verde oliva chiaro, le guance e la gola sono di un giallo-marrone rugginoso, collo e addome sono marroni. Le zampe anteriori e la parte inferiore di quelle posteriori sono di colore marrone scuro. Le orecchie sono corte e il naso, rossastro, è relativamente grande. Sia i piedi anteriori che quelli posteriori della mangusta dalla coda corta hanno cinque dita, ma il primo è in ogni caso piuttosto breve. La formula dentaria è I 3/3 - C 1/1 - P 4/4 - M 2/2 = 40.

## Distribuzione e habitat
La mangusta dalla coda corta vive nella penisola malese, nel Borneo, a Sumatra, a Palawan e nelle isole Calamian.

## Biologia
La mangusta dalla coda corta vive sia in foreste primarie che secondarie, preferibilmente in prossimità di corsi d'acqua. Di tanto in tanto penetra anche nelle piantagioni. Nella penisola malese abita in pianura, ma nel Borneo è stata rinvenuta anche a 1280 m di altitudine. Si nutre di piccoli vertebrati, invertebrati, uova, frutta e radici. È una creatura solitaria, dalle abitudini diurne. Pur essendo principalmente terricola, sembra essere in grado di arrampicarsi.

## Tassonomia
Gli studiosi ne riconoscono quattro sottospecie:
- H. b. brachyurus (Gray, 1837), diffusa nella penisola malese.
- H. b. palawanus (Allen, 1910), diffusa a Palawan e nelle isole Calamian.
- H. b. rajah (Thomas, 1921), diffusa nel Borneo.
- H. b. sumatrius (Thomas, 1921), diffusa a Sumatra.

Talvolta viene riconosciuta come valida anche una sottospecie di Giava, H. b. javanensis; tuttavia essa è stata descritta a partire solamente da un unico esemplare ospitato in un serraglio, e non è chiaro neanche se provenisse davvero da Giava. Un esemplare rinvenuto nel Borneo è stato descritto come appartenente ad una specie separata di mangusta (Herpestes hosei). Dal momento che non sono noti ulteriori esemplari di questa forma, si può presumere che si tratti semplicemente di un individuo aberrante di mangusta dalla coda corta.

## Conservazione
La mangusta dalla coda corta è relativamente diffusa, comune in alcune aree e presente inoltre in varie riserve. Tuttavia, il suo habitat è minacciato dalla deforestazione e pertanto la IUCN la classifica come specie «prossima alla minaccia» (Near Threatened).